# Parrya schugnana
Parrya schugnana là một loài thực vật có hoa trong họ Cải. Loài này được Lipsch. mô tả khoa học đầu tiên.